# Callithea whitelyi
Callithea whitelyi är en fjärilsart som beskrevs av Osbert Salvin 1869. Callithea whitelyi ingår i släktet Callithea och familjen praktfjärilar. Inga underarter finns listade i Catalogue of Life.